# 刘锦兰
刘锦兰（1950年2月—），江苏兴化人，汉族，中华人民共和国政治人物、第十二届全国人民代表大会江苏地区代表。
毕业于扬州农业学校电力专业，加入中国共产党。担任江苏兴达钢帘线股份有限公司董事长。2008年起担任全国人大代表。2013年，被选为全国人大代表。2018年2月24日，当选为第十三届全国人大代表。